# Estilo de Machado de Assis
O estilo de Machado de Assis assume uma originalidade despreocupada com as modas literárias dominantes de seu tempo. Mesmo suas obras iniciais — Ressurreição, Helena, Iaiá Garcia — que eram pertencentes ao Romantismo (ou ao convencionalismo), possuem uma ainda tímida análise do interior das personagens e do homem diante da sociedade, que ele virá mais amplamente desenvolver em suas obras do Realismo. Os acadêmicos notam cinco fundamentais enquadramentos em seus textos: "elementos clássicos" (equilíbrio, concisão, contenção lírica e expressional), "resíduos românticos" (narrativas convencionais ao enredo), "aproximações realistas" (atitude crítica, objetividade, temas contemporâneos), "procedimentos impressionistas" (recriação do passado através da memória), e "antecipações modernas" (o elíptico e o alusivo engajados à um tema que permite diversas leituras e interpretações).

## Contexto histórico: narrativa

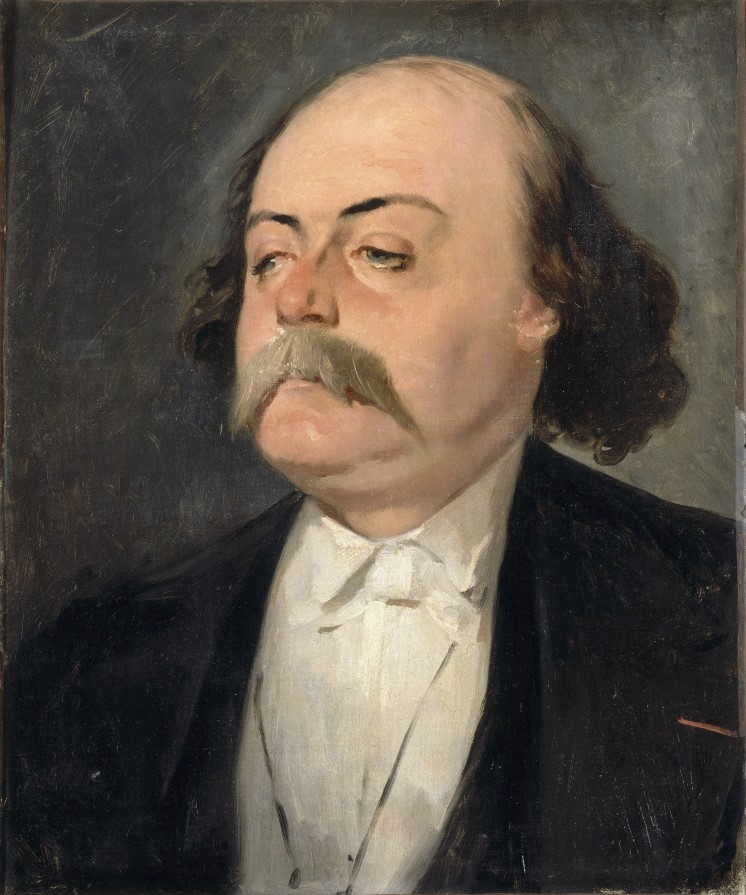
Gustave Flaubert.

Os realistas que seguiam Flaubert esqueciam do narrador por detrás da objetividade narrativa, e os naturalistas, à exemplo de Zola, narravam todos os detalhes do enredo — Machado de Assis optou por abster-se de ambos os métodos para cultivar o fragmentário e interferir na narrativa com o objetivo de dialogar com o leitor, comentando seu próprio romance com filosofias, metalinguagens, intertextualidade. Em um tom absolutamente não-enfático, neutro, sem retórica, as obras de ficção produzidas por Machado de Assis possuem na maior parte das vezes um humor reflexivo, ora amargo, ora divertido. De fato, ele rompe com a proposta realista de que tudo no comportamento humano é determinado por causas precisas e procura deixar na sombra e no mistério aquilo que "seria inútil explicar". Num processo próximo ao do impressionismo associativo, há de certo uma ruptura com a narrativa linear, de modo que as ações não seguem um fio lógico ou cronológico, mas que é relatado conforme surgem na memória das personagens ou do narrador. Sua mensagem artística se dá por meio de uma interrupção na narrativa para dialogar com o leitor sobre a própria escritura do romance, ou sobre o caráter de determinado personagem ou sobre qualquer outro tema universal, numa organização metalinguística que constituía seu principal interesse como autor.

## Prosa
O estudioso Francisco Achcar traça um plano resumidamente no estilo de Machado de Assis, escrevendo:
"[...] alguns dos pontos mais importantes da prosa narrativa machadiana: 
- Machado é o grande mestre do foco narrativo de primeira pessoa, embora tenha exercido com mestria também o foco de terceira pessoa. Ele sabe colocar-se no lugar de um narrador hipotético e vivenciar todos os seus grandes problemas.

- Ao contrário dos realistas, que eram muito dependentes de um certo esquematismo determinista (isto é: pensavam que tudo, no comportamento humano, era determinado por causas precisas), Machado não procura causas muito explícitas ou claras para a explicação das personagens e situações. Ele sabe deixar na sombra e no mistério aquilo que seria inútil explicar. Foi justamente por não tentar explicar tudo que Machado não caiu na vulgaridade de muitos realistas, como Aluísio Azevedo. Há coisas que não se explicam, coisas que só podem ter descrição discreta. Nisso, Machado de Assis foi um grande mestre.

- A frase machadiana é simples, sem enfeites. Os períodos em geral são curtos, as palavras muito bem escolhidas e não há vocabulário difícil (alguma dificuldade que pode ter um leitor de hoje se deve ao fato de que certas palavras caíram em desuso). Mas com esses recursos limitados Machado consegue um estilo de extraordinária expressividade, com um fraseado de agilidade incomparável.

- A descrição dos objetos se limita ao que neles é funcional, ou seja, àquilo que tenha que ver com a história que está sendo contada. O espaço é singelo, reduzido, e as coisas descritas parecem participar intimamente do espírito da narrativa.

- Uma das maiores características da prosa de Machado de Assis é a forma contraditória de apreensão do mundo. Machado em geral apanha o fato em suas versões antagônicas, e isso lhe dá um caráter dilemático. É também uma forma superior e mais completa de ver as coisas. Machado tem os olhos voltados para as contradições do mundo.

- Chamamos aparência aquilo que aparece a nossos olhos, aquilo que primeiramente surge à observação; chamamos essência aquilo que consideramos a verdade, aquilo que é encoberto pela aparência. Mas o que tomamos por essência pode não ser mais do que outra aparência. O estilo machadiano focaliza as personagens de fora para dentro, vai descascando as pessoas, aparência atrás de aparência. Por isso, Machado é considerado grande "analista da alma humana".

- A linguagem machadiana faz referências constantes aos estilos de outros grandes autores do Ocidente. Na maioria dos casos, essas referências são implícitas, só podem ser percebidas por leitores familiarizados com as grandes obras da literatura. Esse é um dos motivos de se poder dizer que o estilo de Machado é um estilo "culto" (pois ele faz uso da cultura e sua compreensão aprofundada exige cultura da parte do leitor). Costuma-se chamar intertextualidade a esse diálogo que se estabelece, no texto de um escritor, com textos de outros autores, do presente ou do passado. Machado de Assis foi um grande virtuose da intertextualidade.

- Em seus romances mais importantes, Machado de Assis pratica a interpolação de episódios, recordações, ou reflexões que se afastam da linha central da narrativa. Essas "intromissões" de elementos que aparentemente se desviam do tema central do livro correspondem a procedimentos chamados digressões. As digressões são, naturalmente, muito mais comuns nos romances do que nos contos, pois nestes a brevidade do texto não permite constantes retardamentos da narrativa. Nessas digressões, Machado é constantemente seduzido pelo impulso de falar sobre a própria obra que está escrevendo, isto é, faz metalinguagem, comentando os capítulos, as frases, a organização do todo. Embora também presente nos contos, esses elementos de metalinguagem são neles bem mais raros e discretos.

- Uma das características mais atraentes e refinadas de Machado de Assis é sua ironia, uma ironia que, embora chegue francamente ao humor em certas situações, tem geralmente uma sutileza que só a faz perceptível a leitores de sensibilidade já treinada em textos de alta qualidade. Essa ironia é a arma mais corrosiva da crítica machadiana dos comportamentos, dos costumes, das estruturas sociais. Machado a desenvolveu a partir de grandes escritores ingleses que apreciava e nos quais se inspirou (sobretudo o originalíssimo Laurence Sterne, romancista do século XVIII). Na representação dos comportamentos humanos, a ironia de Machado de Assis se associa àquilo que é classificado como o seu grande poder 'analista da alma humana'."[5]

## Outros

### Arquétipos

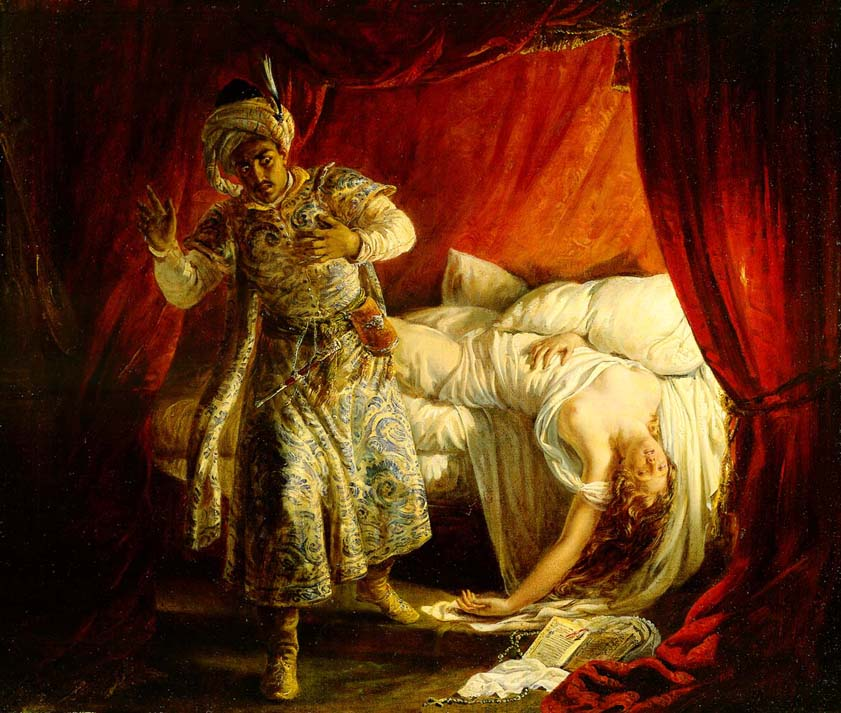
Otelo e Desdêmona por Alexandre-Marie Colin, 1829, é um retrato do drama Otelo de William Shakespeare: correlação arquétipa com o ciúme do Bentinho de Dom Casmurro.

Machado de Assis, como exímio intelectual e leitor, atribui a sua obra caráteres de arquétipos. Os irmãos Pedro e Paulo, em Esaú e Jacó, por exemplo, remontam ao arquétipo bíblico da rivalidade entre Caim e Abel, enquanto a psicose do ciúme de Bentinho em Dom Casmurro aproxima-se do drama Otelo, de William Shakespeare. Em Memórias Póstumas de Brás Cubas, surge Pandora, a primeira mulher mandada à Terra para vingar-se dos homens com sua famosa caixa, que dialoga com o narrador-personagem Brás Cubas e diz que ele pode chamá-la também de Natureza.

### Pessimismo
Os acadêmicos também notam a constante presença do pessimismo. Suas últimas obras de ficção assumem uma postura desencantada da vida, da sociedade, e do homem. Crê-se que não acreditava em nenhum valor de seu tempo e nem mesmo em algum outro valor e que o importante para ele seria desmascarar o cinismo e a hipocrisia política e social. O capítulo final de Memórias Póstumas de Brás Cubas é exemplo cabal do pessimismo do autor, ou, em último caso, do narrador morto:
Este último capítulo é todo de negativas. Não alcancei a celebridade do emplasto, não fui ministro, não fui califa, não conheci o casamento. Verdade é que, ao lado dessas faltas, coube-me a boa fortuna de não comprar o pão com o suor do meu rosto. Mais; não padeci a morte de D. Plácida, nem a semidemência do Quincas Borba. Somadas umas coisas e outras, qualquer pessoa imaginará que não houve míngua nem sobra, e conseguintemente que saí quite com a vida. E imaginará mal; porque ao chegar a este outro lado do mistério, achei-me com um pequeno saldo, que é a derradeira negativa deste capítulo de negativas: — Não tive filhos, não transmiti a nenhuma criatura o legado da nossa miséria.
— Memórias Póstumas de Brás Cubas, Capítulo CLX

### Psicologismo: texto enxuto
Sua preocupação no psicologismo das personagens obrigavam-no a escrever numa narrativa lenta que não prejudicasse o menor detalhe para que este não comprometesse o quadro psicológico do enredo. Sua atenção desvia-se comumente do coletivo para ir à mente e à alma do ser humano — fator denominado "microrrealismo". Por conta destas características, Machado criou um estilo enxuto que os acadêmicos chamam de "quase britânico". Sua economia vocabular é rara na literatura brasileira, ainda mais se procurada em autores como Castro Alves, José de Alencar ou Rui Barbosa, que tendem ao uso imoderado do adjetivo e do advérbio. Embora enxuta, não era adepto de uma linguagem mecânica ou simétrica, e sim medida por seu ritmo interior.

### Ironia
Os críticos notam que a ironia é uma das características mais atraentes e refinadas na obra machadiana. Em certas situações, sua ironia alcança o humor, mas na maioria das vezes, por ser intelectual, só é percebida a leitores que sabem sobre alguns temas com que ele faz intertextualidade. Sua ironia é a arma mais corrosiva da crítica dos comportamentos, dos costumes e das estruturas sociais.